# Cervecería y Maltería Quilmes
A Cervecería y Maltería Quilmes é uma cervejaria argentina, produtora da cerveja Quilmes.
A empresa foi fundada pelo imigrante alemão Otto Bemberg em 1888 e recebeu esse nome pois fundada na cidade de Quilmes. Domina 75% do mercado argentino.
A cervejaria Quilmes foi comprada pela empresa brasileira AmBev por 1,8 bilhão de reais.